# Prytanes intercisus
Prytanes intercisus är en insektsart som först beskrevs av Barber 1932.  Prytanes intercisus ingår i släktet Prytanes och familjen Rhyparochromidae. Inga underarter finns listade i Catalogue of Life.